# Església de Boiana
L'església de Boiana és una església ortodoxa búlgara medieval als afores de Sofia (Bulgària), al barri de Boiana, al peu del massís de Vitosha. El monument va ser declarat Patrimoni de la Humanitat per la UNESCO el 1979.
L'edifici, de dos pisos, està format per tres ales. L'ala aquest va ser construïda a finals del segle x o principis del XI. En el segle xiii, durant el Segon Imperi Búlgar, se'n va afegir l'ala central. L'església es va completar amb l'ala oest a mitjans del segle xix.
L'església és cèlebre pels seus frescos, realitzats el 1259 sobre altres de més antics. Representen un dels exemples més complets i millor conservats de l'art medieval de l'Europa oriental. En total, són vuitanta-nou escenes amb dues-centes quaranta figures humanes. L'autor n'és desconegut, però probablement pertanyia a l'escola de Tarnovo. Divuit escenes del nàrtex, que il·lustren la vida de sant Nicolau, contenen detalls de la societat de l'època: el miracle en el mar, el vaixell i els barrets dels mariners recorden la flota veneciana. Els retrats del sebastocràtor Kaloyan, constructor de l'ala central, i la seva esposa Desislava, així com els del tsar Constantí I i la tsarina Irina, considerats entre els més impressionants i reeixits de l'església, són al mur nord. A més de la primera capa de frescos, dels segles xi i XII, de la qual es conserven pocs fragments, i de la segona, la més famosa, de 1259, l'església té uns pocs frescos més recents, dels segles xiv, XVI i xvii, així com de 1882. Els frescos han estat restaurats.